# Shake It Off (canción de Mariah Carey)
«Shake It Off» (en español: «sacudirlo») es una canción R&B escrita y producida por la cantante estadounidense Mariah Carey junto con Jermaine Dupri, Bryan-Michael Cox y Johnta Austin. Pertenece al álbum The Emancipation of Mimi, décimo álbum de estudio de la cantante. Fue lanzada el 12 de julio de 2005 por Island Records como el tercer sencillo del álbum en los Estados Unidos, mientras que "Get Your Number" fue lanzado como el tercer sencillo en otras partes del mundo. La lírica de la canción narra la historia de una mujer que decide dejar atrás su romance con un hombre. Ella se va victoriosa y él queda como gran perdedor. 
La canción fue recibida con críticas positivas, complementando sus letras simples e inspiraciones, también considerándolo como un track importante en el álbum. El sencillo llegó al número 2 en la lista Billboard Hot 100, siendo bloqueada por "We Belong Together" de la propia Carey y "Gold Digger" de Kanye West por seis semanas. Sin embargo se convierte en la primera vez que una artista femenina ocupe los dos primeros puestos en el Billboard Hot 100. También llega al top 10 en el Reino Unido, Australia y Nueva Zelanda.
El video musical fue dirigido por Jake Nava, con la aparición especial del actor Chris Tucker. El video fue nominado como el Mejor Video R&B en los MTV Video Music Awards de 2005.
La canción fue interpretada en diversos programas de televisión como Top of the Pops en el Reino Unido; en los World Music Awards de 2005 y en los MTV Video Music Awards de 2005.

## Antecedentes
Luego de lanzar Charmbracelet y la gira inmensa que tuvo, Carey empezó a grabar su décimo álbum de estudio, The Enmancipation of Mimi. En noviembre de 2004, Carey confirmó que ya varias canciones habían sido grabadas. L.A. Reid, en ese momento jefe de Island Records recomendó a Carey que escribiera más canciones para asegurar su éxito. 
Jermaine Dupri, colaborador de los grandes éxitos de Carey desde 1995, escribió con ella la canción. Hicieron un viaje de dos días a Atlanta para una rápida sesión de estudio. Allí grabaron "Shake It Off" y "Get Your Number", en los cuales fueron lanzados respectivamente como el tercer y cuarto sencillo del álbum. 
Se tenía estimado que "Shake It Off" fue rápidamente escogido como el primer sencillo del álbum, reemplazando a "Stay The Night" y "Say Somethin". 

## Posicionamiento en listas
| Listas (2005)                                                | Máxima posición |
| ------------------------------------------------------------ | --------------- |
| Australia (ARIA)                                             | 6               |
| Australia (ARIA Urban Singles)                               | 2               |
| Brasil (Crowley Broadcast Analysis)                          | 32              |
| Canadá (CHR/Pop Top 30 Radio & Records)                      | 1               |
| Escocia (Scottish Singles Sales Chart) con "Get Your Number" | 23              |
| Estados Unidos (Billboard Hot 100)                           | 2               |
| Estados Unidos (Radio Songs)                                 | 1               |
| Estados Unidos (Adult R&B Songs)                             | 6               |
| Estados Unidos (Hot Dance Club Songs)                        | 23              |
| Estados Unidos (Hot R&B/Hip-Hop Songs)                       | 2               |
| Estados Unidos (Mainstream Top 40)                           | 1               |
| Estados Unidos (Rhythmic)                                    | 1               |
| Irlanda (IRMA)                                               | 15              |
| Nueva Zelanda (Recorded Music NZ)                            | 5               |
| Reino Unido (UK Singles Chart)                               | 9               |
| Reino Unido (UK R&B Chart) con "Get Your Number"             | 2               |